# Bronnaja Gora
Bronnaja Gora (Russisch: Бронная Гора; Wit-Russisch: Бронная Гара, Bronnaja Hara) was een grote executieplaats die door de nazi's dicht bij het dorp Bronnaja Gora, in de buurt van Brest, in Wit-Rusland werd ingericht.

## Geschiedenis

### Inrichting
In Bronnaja Gora bevond zich een vroegere militaire opslag van het Rode Leger, langs een zijlijn van de spoorweg van het dorp. In mei en juni 1942, een jaar na de Duitse inval in de Sovjet-Unie, richtten de nazi's vierhonderd meter ten noordwesten van het station van het dorp een vernietigingsplaats in. Aan beide kanten van de zijlijn lieten de nazi's acht kuilen graven van ongeveer 12 tot 63 meter lang, 4,5 tot 6,5 meter breed en 3,5 tot 4 meter diep. Deze kuilen werden door zeshonderd burgers van de omringende dorpen onder dwang van de nazi's gegraven. Het geheel was met prikkeldraad omgeven. In korte tijd hebben de nazi's op deze wijze een executieplaats ingericht. Deze executieplaats bezat geen onderdak maar alleen versperringen van prikkeldraad. Met de executies is midden juni 1942 begonnen. De executies vonden plaats door beschieting. Daartoe werden Duitse militairen per vrachtwagen naar de executieplaats gebracht en na de moorden weer afgevoerd. Zo vermoordden zij van het midden van juni tot aan eind november 1942 mogelijk meer dan 50.000 mensen.

### Getuigen
Er zijn weinig gegevens over deze executieplaats bekend en er zijn weinig getuigen. Sommige verklaringen werden in 1944 vastgelegd door de 'speciale commissie voor opheldering van de misdaden van de Duits-fascistische veroveraars voor het gebied Brest'.  De getuigenverklaring van Roman Stanislavovitsj Novis, die vóór de Duitse bezetting stationschef van Bronnaja Gora en later wisselwachter was, is het uitvoerigst. Hij kon de activiteiten zeer precies waarnemen, aangezien hij zich in het wisselwachtershuisje slechts 250 meter van de kuilen af bevond. Volgens zijn gegevens kwamen in Bronnaja Gora in juni 1942 totaal zeven treinen aan.

### Zeven treinen
De eerste 3.500 Joden die hier werden gedood, kwamen uit het getto B van de stad Beresa. De tweede trein telde 46 wagons en kwam van de dorpen Drogitsjin, Janowo en Gorodets. Hij was geladen met 200 mensen van verschillende nationaliteiten per wagon, voor het merendeel Joden. De derde trein met 40 wagons kwam volgens Novis uit Brest. Deze wagons waren buitengewoon overladen. Het vierde transport met 18 wagons kwam uit Pinsk en Kobrin. De vijfde trein, 13 wagons, bracht gevangenen uit de gevangenis van Brest. Het waren Wit-Russen, Polen en Joden. In september kwam een zesde trein uit Beresa aan met vijfentwintig wagons. Begin oktober kwam er nog een trein met achtentwintig wagons uit Brest. Met alle treinen kwamen ook doden mee, die tijdens de reis waren bezweken. Het gerucht gaat dat de mensen die de kuilen moesten graven tot slot ook zijn vermoord.

### Aantekening
Het Joodse getto van Brest werd van 15 tot en met 18 oktober 1942 ontruimd. De 15.000 tot 20.000 joden zijn bij Bronnaja Gora vermoord. Dit geeft de indruk dat de spaarzame tijdsvermeldingen van Novis niet al te nauwkeurig zijn geweest. Met de treinen kwamen ook al een aantal doden aan op de executieplaats. Tijdens de reis waren velen in de verdrukking omgekomen of gestikt.

### Einde
Toen de nederlaag van het Duitse Rijk naderde en het Rode Leger de plaatsen van de misdaden in maart 1944 dreigde te bereiken, werden ongeveer honderd personen gedwongen om twee weken lang de massagraven te openen en de stoffelijke resten van de vermoorden te verbranden. Als brandstof werd onder meer het hout van 48 Sovjetbarakken gebruikt, die zich in de nabijheid bevonden; de vuren brandden dag en nacht. Deze mensen werden ondergebracht in een gebouw op het station Bronnaja Gora onder strikte bewaking. Na de voltooiing van de opruiming werden zij gedood en eveneens verbrand.

## Onderzoek
Een ingestelde Sovjet-Russische commissie van onderzoek vond plaatselijk verkoolde beenresten, resten van vrouwenhaar en kinderschoenen evenals een ongeveer 18 cm lange arm van een kind. De hoofdarts van het streekziekenhuis in Beresa, Vasilij Demidovitsj Sjoekovski, die op 15 september 1944 onderzoek deed op deze plaats, stelde vast dat op een diepte van 3,5 meter vele menselijke beenderen lagen en de aarde met lijkmassa was doorweekt.

## Monumenten
Aan de moord in Bronnaja Gora herinneren twee monumenten. In directe nabijheid van het verroeste spoor werd in 1978 een obelisk opgesteld. Een plaat van edelstaal met erop een menora verklaart de betekenis van het monument in het Wit-Russisch, Hebreeuws, Jiddisch en het Engels: 'Ter herinnering aan meer dan 50.000 Sovjetburgers en burgers van landen van westelijk Europa, voor een groot deel van Joodse nationaliteit, die in de jaren van de Grote Patriottische Oorlog 1941-1945 beestachtig door de fascisten werden vermoord'. Het tweede monument is een terreintje van zes bij zes meter met twee gedenkstenen en drie plaquettes met opschriften en onder meer davidsterren.
Ardeatijnse-grotten · Babi Jar · Bleiburg · Bronnaja Gora · Butrimonys · Canicattì · Changjiao · Chatyn · Distomo · Glitiškės · Kamjanets-Podilsky · Katyn · Ležáky · Lidice · Maillé · Malmedy · Nanjing · Oradour-sur-Glane · Paneriai · Sochy · Trhová Kamenice · Tulle · Vinkt · Wereth